# Syzygium acuminatum
Syzygium acuminatum là một loài thực vật có hoa trong Họ Đào kim nương. Loài này được (Roxb.) Miq. miêu tả khoa học đầu tiên năm 1855.